# Eulithis arctica
Eulithis arctica är en fjärilsart som beskrevs av Embrik Strand 1901. Eulithis arctica ingår i släktet Eulithis och familjen mätare. Inga underarter finns listade i Catalogue of Life.